# Eugen von Brockhausen der Ältere
Eugen Heinrich Karl Sigismund von Brockhausen (* 17. Oktober 1811 in Mittelfelde im Landkreis Dramburg; † 15. Februar 1869 ebenda) war ein deutscher Rittergutsbesitzer und Parlamentarier.

## Herkunft
Seine Eltern waren Heinrich Otto Brockhausen (* 1. Dezember 1783; † 19. Januar 1863) und dessen Ehefrau Charlotte Wilhelmine Juliane, geb. von Unruh (* 23. Februar 1792; † 17. August 1831). Der Staatsrat Karl Christian von Brockhausen war sein Onkel.

## Leben
Nach dem Besuch des Gymnasiums zum Grauen Kloster in Berlin studierte Eugen von Brockhausen an den Universitäten Bonn und Berlin. 1832 wurde er Mitglied des Corps Borussia Bonn. Er absolvierte das Referendariat in Stettin. Ende der 1830er Jahre übernahm er die Verwaltung seiner Rittergüter Mittelfelde und Klein Mellen. Er war Mitglied des Preußischen Abgeordnetenhauses.

## Familie
Er heiratete am 3. Juni 1837 in Berlin Anna Ida Friederike Albertine von Klützow (1817–1894). Das Paar hatte mehrere Kinder:
- Heinrich Hermann Georg Sigismund (* 2. Juli 1840; † 27. November 1903) ⚭ 1871 Anna Ida Friederike Albertine von Klützow (* 7. April 1849)
- Leo Karl August Eugen (1842–1849)
- Eugenie Ida Maria Louise (* 24. November 1843)
- Maria Agnes Charlotte Auguste (* 29. April 1846) ⚭ 27. Oktober 1866, Kurt Karl Rudolf von Borcke (1835–1905), Mitglied des preußischen Herrenhauses
- Georg Eugen Alfred David (* 23. Oktober 1849) ⚭ 1889 Mathilde Regina Henriette von Lepel (* 27. März 1867)
- Werner Lothar Eugen Adolf (1855–1869)